# Клингенберг, Хенрик
Хенрик «Хенкка» Клингенберг (21 октября 1978, Мариехамн, Аланды, Финляндия) — музыкант, клавишник группы Sonata Arctica с конца 2002 года.

## Карьера
Помимо участия в группе Sonata Arctica, которая является для Хенрика основной, он вокалист в Mental Care Foundation. Также участвует в сайд-проекте Graveyard Shift совместно с Яни Лийматайненом. До прихода в Sonata Arctica Клингенберг участвовал во многих проектах, наиболее известный из них под названием Requiem. С ним он записал два альбома.
Во время выступлений Хенрик играет на клавитаре. Играл на Roland AX-1, Roland AX-7. В настоящее время использует фиолетовый Roland AX-Synth.

## Личная жизнь
Любимые музыканты: Кевин Мур, Джон Лорд, Йенс Юханссон и Мэтт Гайлори. Своё музыкальное вдохновение берёт из личного жизненного опыта. Проживает в городе Кеми.